# Tuberta mirabilis
Espèce
Synonymes
- Cryphoeca mirabilis Thorell, 1871

Tuberta mirabilis est une espèce d'araignées aranéomorphes de la famille des Cybaeidae.

## Distribution
Cette espèce est endémique de Vénétie en Italie,. Elle se rencontre à Venise.

## Description
Les mâles mesurent de 1,5 à 2,0 mm et les femelles de 1,5 à 2,0 mm.

## Publication originale
- Thorell, 1871 : Remarks on synonyms of European spiders. Part II. Uppsala, p. 97-228 (texte intégral).